# ECPP Vitória da Conquista
Az Esporte Clube Primeiro Passo Vitória da Conquista, röviden Vitória da Conquista, vagy ECPP egy brazil labdarúgócsapat, melyet Vitória da Conquista városában hoztak létre. A klub a Baiano bajnokság résztvevője.

## Játékoskeret
2015-től
| # |     | Poszt | Név            |
| - | --- | ----- | -------------- |
|   | COL | K     | Julián Viáfara |
|   | BRA | K     | Willian Lago   |
|   | BRA | K     | Zé Neto        |
|   | BRA | V     | Fernando Belém |
|   | BRA | V     | Silvio         |
|   | BRA | V     | João Álvaro    |
|   | BRA | V     | Mário Paiva    |
|   | BRA | V     | Emílio         |
|   | BRA | V     | Maisena        |
|   | BRA | V     | Adriano Apodi  |
|   | BRA | V     | Diego Aragão   |
|   | BRA | KP    | Mateus Leoni   |
|   | BRA | KP    | Fausto         |

| # |     | Poszt | Név           |
| - | --- | ----- | ------------- |
|   | BRA | KP    | Maicon        |
|   | BRA | KP    | Carlinhos     |
|   | BRA | KP    | Diogo Capela  |
|   | BRA | KP    | Erivelton     |
|   | BRA | KP    | Cristian      |
|   | BRA | KP    | André Beleza  |
|   | BRA | KP    | Dionísio      |
|   | BRA | CS    | Brasão        |
|   | BRA | CS    | Butt          |
|   | BRA | CS    | Neto Potiguar |
|   | BRA | CS    | Wellington    |
|   | BRA | CS    | Rafamar       |
|   | BRA | CS    | Cacá          |